# بان ريفاي
بان ريفاي (الاسم العلمي:Moringa rivae) هو نوع نباتي يتبع جنس البان من الفصيلة البانية.  